# 全国へJUMPツアー2013
『全国へJUMPツアー2013』(ぜんこくへジャンプツアー2013)は、Hey! Say! JUMPの7枚目のライブDVD。2013年11月13日にジェイ・ストームから発売。

## 概要
- 2013年4月から8月にかけて全国12都市で25公演を行ったライブツアー『Hey!Say!JUMP全国へJUMPツアー2013』より、長野ビッグハットでのステージを収録。さらにDISC2には東京ドーム公演の模様がダイジェストで収録されている。

## 収録曲

### DISC1
- 長野ビッグハット公演

1. OVERTURE
2. SUPER DELICATE
3. 瞳のスクリーン
4. Born in the EARTH
5. OUR FUTURE
6. OVER
7. 愛ing -アイシテル-
8. スクールデイズ - Hey! Say! BEST
9. STYLE - Hey! Say! BEST
10. 脳内☆Dance - Hey! Say! 7
11. ガンバレッツゴー! - Hey! Say! 7
12. 真夜中のシャドーボーイ
13. Your Seed
14. サム&ピンキー
15. アイ☆スクリーム
16. Come On A My House
17. ミステリー ヴァージン - 山田涼介
18. スクランブル - Hey! Say! BEST
19. Just For You - Hey! Say! 7
20. BOUNCE
21. Beat Line
22. 「ありがとう」〜世界のどこにいても〜
23. TO THE TOP
24. Hero
25. Dash!!
26. Magic Power
27. New Hope 〜こんなに僕らはひとつ
28. DREAMER
29. Ultra Music Power
30. Dreams come true
31. Come On A My House
32. Romeo&Juliet

### DISC2
- 東京ドーム公演（ダイジェスト）

1. Ultra Music Power
2. Dreams come true
3. SUPER DELICATE
4. 瞳のスクリーン
5. OVER
6. 愛ing -アイシテル-
7. つなぐ手と手
8. Born in the EARTH
9. 僕はVampire
10. OUR FUTURE
11. Come On A My House
12. 愛のかたまり
13. ミステリー ヴァージン - 山田涼介
14. スクランブル - Hey! Say! BEST
15. Just For You - Hey! Say! 7
16. BOUNCE
17. Beat Line
18. 「ありがとう」〜世界のどこにいても〜
19. TO THE TOP
20. Hero
21. Magic Power
22. New Hope 〜こんなに僕らはひとつ